# Acanthaclisinae
Acanthaclisinae es una subfamilia de Myrmeleontidae, las "hormigas león". Abarca una sola tribu, Acanthaclisini, la cual comprende 221 especies agrupadas en 16 géneros.

## Taxonomía
Hay 16 géneros:
Subfamilia Acanthaclisinae

- Tribu Acanthaclisini
  - Acanthaclisis
  - Synclisis
  - Heoclisis
  - Arcuaplectron
  - Jaja
  - Madrastra
  - Mestressa
  - Syngenes
  - Paranthaclisis
  - Vella
  - Vellassa
  - Cosina
  - Centroclisis
  - Phanoclisis
  - Fadrina
  - Stiphroneura